# Semmelrock International
Semmelrock International GmbH é um fornecedor austríaco de pedras de pavimentação, lajes e sistemas de cercas, a empresa está sediada em Viena.
As origens da empresa remontam a 1958, quando o fundador Wolfgang Semmelrock abriu suas próprias pedras de pavimentação em Klagenfurt. O momento mais importante da história das operações da Semmelrock foi 1996, quando a Wienerberger assumiu 75% do capital da empresa e, ao mesmo tempo, deu início à sua expansão para o mercado do Sudeste Europeu.
A empresa iniciou a sua actividade com a produção de placas, passando agora a oferecer também ladrilhos para terraço e fachada, porcelanato AirPave, bem como elementos de pequena arquitectura de jardim e elementos de acabamento como molduras e degraus.
Desde 2010, a Semmelrock é 100% detida pelo Grupo Wienerberger e opera em 7 países, tem 14 fábricas (na Hungria, Eslováquia, República Tcheca, Polônia, Romênia, Croácia e Bulgária) e 5 escritórios de vendas nos mercados de exportação (na Eslovênia, Sérvia , Bósnia e Herzegovina, Montenegro e Macedônia). Emprega cerca de 900 pessoas.